# Division 1 Féminine 2016/17
Die Saison 2016/17 der Division 1 Féminine war die 43. Ausspielung der französischen Frauenfußballmeisterschaft seit der offiziellen Anerkennung des Frauenfußballs im Jahr 1970 durch die FFF, den Fußballverband Frankreichs, und der ersten Austragung in der Saison 1974/75. Die Division 1 Féminine genannte Spielklasse wird im reinen Ligamodus in einer aus einer einzigen Gruppe bestehenden, zwölf Teams umfassenden, landesweiten höchsten Liga ausgetragen; in diesem Modus ist es die 25. Meisterschaft. Titelverteidigerinnen waren die Frauen von Olympique Lyon, die auch dieses Jahr erfolgreich beendeten.
Die Saison hat aufgrund der Teilnahme der Französinnen am olympischen Fußballturnier erst am 11. September 2016 begonnen und sollte am 27. Mai 2017 enden. Der letzte Spieltag wurde einheitlich auf den 25. Mai vorgezogen, damit die beiden französischen Champions-League-Finalistinnen Lyon und Paris eine ganze Woche Vorbereitung auf diesen Saisonhöhepunkt nutzen können. Zwischen dem 18. Dezember und dem 15. Januar gab es eine Winterpause; allerdings mutssen die Erstdivisionäre bereits am 8. Januar in den Landespokalwettbewerb eingreifen. Außerdem war für den Terminplan die im November 2016 stattfindende U-20-Weltmeisterschaft zu berücksichtigen.

## Qualifikation und Austragungsmodus
Für die Teilnahmeberechtigung wird ausschließlich das Abschneiden der Frauschaften in der Vorsaison berücksichtigt; qualifiziert sind die neun bestplatzierten Teams der Vorsaison sowie drei Aufsteiger, die jeweils ihre Gruppe der Division 2 Féminine als Tabellenerste beendet hatten. Somit starten folgende zwölf Teilnehmer in diese Saison:
- aus dem Norden: Juvisy FCF, Aufsteiger FC Metz, Paris Saint-Germain FC
- aus dem Westen: Aufsteiger Girondins Bordeaux, EA Guingamp, ASJ Soyaux
- aus dem Süden: ASPTT Albi, Titelverteidiger Olympique Lyon, Aufsteiger Olympique Marseille, HSC Montpellier, AF Rodez, AS Saint-Étienne

Für Bordeaux und Marseille stellt die Teilnahme ihr Erstligadebüt dar, für Metz ist es die zweite Saison auf diesem Niveau.
Die Meisterschaft wird in einer doppelten Punkterunde ausgespielt, in der jeder Teilnehmer in Heim- und Auswärtsspiel gegen jeden anderen antritt. Es gilt nach fast zwei Jahrzehnten, in denen die auch im französischen Amateurfußball bis ins 21. Jahrhundert hinein übliche „modifizierte Drei-Punkte-Regel“ mit vier Punkten für einen Sieg, zwei für ein Unentschieden und einem für eine auf dem Spielfeld erlittene Niederlage Anwendung fand, erstmals wieder die international übliche Drei-Punkte-Regel. Bei Punktgleichheit gibt zunächst der direkte Vergleich und bei Erforderlichkeit anschließend die bessere Gesamt-Tordifferenz, falls auch dann noch Gleichheit besteht, gegebenenfalls die höhere Zahl erzielter Treffer den Ausschlag. Am Ende der Saison müssen ab dieser Spielzeit nur noch die zwei Tabellenletzten absteigen, die für die kommende Spielzeit durch zwei Aufsteiger – die Siegerinnen der beiden Gruppen der zweiten Division – ersetzt werden.
Die französischen Meisterinnen sowie die Zweitplatzierten der Division 1 Féminine qualifizieren sich für den Frauen-Europapokalwettbewerb der folgenden Spielzeit.

## Vereinswechsel
Den größten Aderlass hatte vor Saisonbeginn Lyon hinzunehmen, weil drei tragende Säulen den Verein verlassen haben: Louisa Nécib (Karriereende) und Amandine Henry (Wechsel zu den Portland Thorns) nach sieben sowie Lotta Schelin (zurück nach Schweden) nach acht Jahren gehören dem Kader der Blau-Roten nicht mehr an. Neu verpflichtet wurden Dzsenifer Marozsán vom 1. FFC Frankfurt, Andrea Norheim (Klepp IL) sowie von Paris SG Caroline Seger, Jessica Houara, Kenza Dali und Kheira Hamraoui. Als dritte Torfrau kam die neuseeländische Nationalspielerin Erin Nayler – sie wurde zum Jahreswechsel aber an Zweitdivisionär Grenoble Foot abgegeben – und ab Januar Alex Morgan von Orlando Pride, Kadeisha Buchanan (Vaughan Azzurri, Kanada) sowie Josephine Henning (Arsenal Women FC) nach Lyon.
Bei Lyons Hauptkonkurrenten PSG wechselte nach vier Jahren der Trainer: Patrice Lair ersetzt Farid Benstiti, wie er es 2010 schon einmal bei Olympique Lyon getan hat. Mit dieser Ablösung war auch ein erhebliches Personalrevirement verbunden, denn außer Seger, Houara, Dali und Hamraoui verließen auch Lisa Dahlkvist, Rosana, Ann-Katrin Berger und Fatmire Alushi den Klub. Bekannteste Neuzugänge sind die Torjägerin Sarah Palacin aus Saint-Étienne, Verónica Boquete von Bayern München und Irene Paredes von Athletic Bilbao, Torfrau Loes Geurts vom Kopparbergs/Göteborg FC, Ève Périsset aus Lyon, Aminata Diallo (Guingamp) sowie für Januar und Februar 2017 Amandine Henry, die kanadische Internationale Ashley Lawrence, die Brasilianerin Formiga und die Mazedonierin Nataša Andonova. Dafür beendet Erika ihre Karriere zu diesem Zeitpunkt.
Montpellier meldete als Veränderungen die Abgänge von Andressa Alves (zum FC Barcelona) und Rumi Utsugi (in die USA) sowie die Verpflichtung von Clarisse Le Bihan aus Guingamp. Im Januar 2017 kam noch Stina Blackstenius vom Linköpings FC hinzu. Juvisy hat Marina Makanza sowie mit Clara Matéo von ESOF La Roche und Estelle Cascarino aus Lyon zwei junge Talente unter Vertrag genommen, während die routinierten Amélie Coquet und Nelly Guilbert ihre Fußballschuhe an den Nagel hängten. Zudem verließ Janice Cayman Frankreich in Richtung USA, von wo sie bereits in der Winterpause in die D1F – zu Montpellier – zurückkehrte. Guingamp schließlich ist ebenfalls durch starke Veränderungen gezeichnet, weil außer Le Bihan auch Marine Dafeur, Aminata Diallo, Mélissa Plaza und fünf weitere Spielerinnen der Bretagne den Rücken kehrten. Den Weg dorthin nahm mit Evelyn Nwabuoku immerhin eine nigerianische Weltmeisterschaftsteilnehmerin.
(Stand: 1. Februar 2017)
Bei Saisonstart war Sarah M’Barek, in ihrer vierten Spielzeit bei Guingamp, wieder die einzige weibliche Trainerin in Frankreichs Eliteklasse.

## Ergebnisse, Tabelle und Saisonverlauf
|                     | ASP Alb | Gir Bor | EA Gui | FCF Juv | Oly Lyo | Oly Mar | FC Met | HSC Mon | SG Par  | AF Rod | AS StÉ | ASJ Soy |
| ASPTT Albi          |         | 0:1     | 0:2    | 0:3     | 0:5     | 0:1     | 1:0    | 0:1     | 3:0 (a) | 1:3    | 0:0    | 1:4     |
| Girondins Bordeaux  | 1:2     |         | 0:1    | 1:1     | 0:1     | 1:1     | 1:2    | 1:2     | 0:6     | 0:2    | 0:7    | 2:3     |
| EA Guingamp         | 1:2     | 2:2     |        | 1:0     | 0:3     | 4:0     | 6:2    | 0:2     | 0:4     | 1:0    | 0:0    | 0:0     |
| Juvisy FCF          | 3:0     | 0:0     | 2:1    |         | 0:1     | 2:1     | 6:0    | 1:2     | 1:2     | 1:1    | 3:0    | 2:1     |
| Olympique Lyon      | 6:0     | 8:0     | 9:1    | 5:2     |         | 4:0     | 3:0    | 2:1     | 3:0     | 8:0    | 6:0    | 9:0     |
| Olympique Marseille | 3:1     | 0:1     | 2:0    | 2:1     | 1:6     |         | 3:0    | 0:5     | 2:0     | 3:1    | 3:1    | 2:0     |
| FC Metz             | 0:1     | 0:1     | 1:1    | 1:3     | 0:3     | 1:3     |        | 0:5     | 0:2     | 0:4    | 0:3    | 1:1     |
| HSC Montpellier     | 7:0     | 1:0     | 3:0    | 0:0     | 0:3     | 5:0     | 6:0    |         | 2:1     | 4:1    | 3:0    | 10:0    |
| Paris Saint-Germain | 4:0     | 2:2     | 3:3    | 3:0     | 1:0     | 1:0     | 3:0    | 1:0     |         | 4:0    | 4:0    | 2:0     |
| AF Rodez            | 1:0     | 0:0     | 0:3    | 0:10    | 0:5     | 2:2     | 1:2    | 0:4     | 0:3     |        | 1:1    | 1:1     |
| AS Saint-Étienne    | 0:1     | 0:0     | 0:1    | 2:0     | 0:4     | 0:2     | 1:2    | 0:8     | 0:6     | 1:1    |        | 2:2     |
| ASJ Soyaux          | 3:1     | 2:0     | 1:0    | 1:1     | 0:9     | 2:1     | 1:1    | 0:2     | 0:2     | 2:3    | 1:0    |         |

| Pl. | Frauschaft              | Sp | G  | U | V  | Tore   | Diff. | Pkte. | Ab- zug |
| --- | ----------------------- | -- | -- | - | -- | ------ | ----- | ----- | ------- |
| 1.  | Olympique Lyon (M)      | 22 | 21 | 0 | 1  | 103:06 |       | 63    |         |
| 2.  | HSC Montpellier         | 22 | 18 | 1 | 3  | 073:10 |       | 55    |         |
| 3.  | Paris Saint-Germain     | 22 | 16 | 2 | 4  | 054:16 |       | 49    | −1 (a)  |
| 4.  | Olympique Marseille (N) | 22 | 11 | 2 | 9  | 032:38 |       | 35    |         |
| 5.  | Juvisy FCF              | 22 | 9  | 5 | 8  | 042:25 |       | 32    |         |
| 6.  | EA Guingamp             | 22 | 8  | 5 | 9  | 028:36 |       | 29    |         |
| 7.  | ASJ Soyaux              | 22 | 7  | 6 | 9  | 025:52 |       | 27    |         |
| 8.  | AF Rodez                | 22 | 5  | 6 | 11 | 022:56 |       | 21    |         |
| 9.  | ASPTT Albi              | 22 | 6  | 1 | 15 | 014:49 |       | 19    |         |
| 10. | Girondins Bordeaux (N)  | 22 | 3  | 7 | 12 | 014:43 |       | 16    |         |
| 11. | AS Saint-Étienne        | 22 | 3  | 6 | 13 | 018:48 |       | 15    |         |
| 12. | FC Metz (N)             | 22 | 3  | 3 | 16 | 013:59 |       | 12    |         |

Im Spitzenduell am elften Spieltag der Hinrunde gelang es PSG, Lyon die erste Punktspielniederlage nach fast drei Jahren zuzufügen; auch damals war es Paris gewesen, das den Abonnementsmeister besiegt hatte – seinerzeit sogar auswärts. Damit gingen die Hauptstädterinnen als Tabellenführer – und was die Torbilanz anbetrifft, mit einer blütenweißen Weste – in die kurze Pause zum Jahreswechsel. Nachdem der Verband Paris mit einem Punktabzug bezüglich des Spiels in Albi bestraft hatte, verspielte PSG seine Titelhoffnungen im neuen Jahr allerdings mit zwei Niederlagen in Montpellier und Marseille frühzeitig. Lyon dagegen stand rein rechnerisch nach dem 20. Spieltag als Meister fest.
Paris und Lyon trafen am Saisonende binnen zweieinhalb Wochen gleich dreimal aufeinander: am 13. Mai in Lyon zum Rückspiel in der Division 1, am 19. Mai zum Landespokalfinale und am 1. Juni zum Europapokalendspiel.
Hinter Lyon, das seinen elften Titel in Serie gewann, qualifizierte sich Montpellier als Vizemeister zum ersten Mal seit acht Jahren wieder für die Champions League; Juvisy belegte Rang fünf, was das schlechteste Abschneiden der Schwarz-Weißen seit Schaffung der Liga darstellte. Zwei der drei Aufsteiger hielten diesmal die Klasse, von denen insbesondere Marseille als Tabellenvierter überzeugen konnte. So gut hatten in der Geschichte der Division 1 lediglich zwei andere Neulinge abgeschnitten: Racing Saint-Étienne war 2007/08 ebenfalls Vierter geworden, der Toulouse OAC hatte es Mitte der 1990er Jahre sogar auf Anhieb zur Vizemeisterschaft gebracht. In einem „Herzschlagfinale“ rettete sich auch Aufsteiger Bordeaux, das 14 seiner 16 Punkte auswärts geholt hatte, am letzten Spieltag durch ein Remis in Paris, wodurch die AS Saint-Étienne den dritten Neuling FC Metz in die zweite Liga begleiten musste.
Zur folgenden Saison steigen aus der Division 2 Féminine die beiden absoluten Liganeulinge FCF Val d’Orge und OSC Lille auf.

## Die Spielerinnen des Meisters
Trainer Gérard Prêcheur hatte folgende Fußballerinnen in seinem Saisonkader (in Klammern die Zahl der Punktspieleinsätze):
- Tor: Sarah Bouhaddi (17), Méline Gérard (5)
- Abwehr: Kadeisha Buchanan (8), Josephine Henning (3), Jessica Houara (18), Saki Kumagai (19), Griedge Mbock Bathy (17), Corine Petit (8), Julie Piga (1), Wendie Renard (16)
- Mittelfeld: Camille Abily (19), Kenza Dali (2), Kheira Hamraoui (9), Aurélie Kaci (1), Claire Lavogez (15), Amel Majri (18), Dzsenifer Marozsán (18), Caroline Seger (18)
- Angriff: Pauline Bremer (18), Delphine Cascarino (6), Ada Hegerberg (22), Eugénie Le Sommer (19), Alex Morgan (8), Mylaine Tarrieu (9), Élodie Thomis (9)

Lyons 103 Tore erzielten Hegerberg, Le Sommer (je 20), Abily (10), Lavogez (8), Kumagai, Majri, Renard (je 6), Morgan (5), Bremer, Marozsán (je 4), Mbock Bathy, Petit, Tarrieu (je 3), Houara (2). Dazu kamen drei gegnerische Eigentore.

## Erfolgreichste Torschützinnen
Die meisten Treffer erzielten:
| Pl. | Name               | Team          | Tore |
| --- | ------------------ | ------------- | ---- |
| 1.  | Ada Hegerberg      | Lyon          | 20   |
|     | Eugénie Le Sommer  | Lyon          | 20   |
| 3.  | Marie-Laure Delie  | Paris         | 16   |
| 4.  | Sofia Jakobsson    | Montpellier   | 14   |
| 5.  | Lindsey Thomas     | Montpellier   | 12   |
| 6.  | Cristiane          | Paris         | 11   |
| 7.  | Camille Abily      | Lyon          | 10   |
|     | Valérie Gauvin     | Montpellier   | 10   |
|     | Desire Oparanozie  | Guingamp      | 10   |
| 10. | Salma Amani        | Guingamp      | 9    |
|     | Viviane Asseyi     | Marseille     | 9    |
|     | Laura Bourgouin    | Soyaux        | 9    |
| 13. | Camille Catala     | Juvisy        | 8    |
|     | Claire Lavogez     | Lyon          | 8    |
|     | Gaëtane Thiney     | Juvisy        | 8    |
| 16. | Stina Blackstenius | Montpellier   | 7    |
|     | Verónica Boquete   | Paris         | 7    |
|     | Audrey Chaumette   | Saint-Étienne | 7    |
|     | Kadidiatou Diani   | Juvisy        | 7    |
|     | Clara Noiran       | Rodez         | 7    |

PSGs vier Treffer gegen Albi vom ersten Spieltag – erzielt von Cruz Traña, Boquete, Delie und Katoto – sind hier bis zu einer rechtskräftigen Entscheidung noch nicht abgezogen worden.
Die erfolgreichsten Vorbereiterinnen waren Dzsenifer Marozsán (Lyon, 15 Torvorlagen) vor Gaëtane Thiney (Juvisy, 11), Shirley Cruz Traña (Paris) und Amel Majri (Lyon, je 10), Verónica Boquete (Paris, 9) und Sandie Toletti (Montpellier, 8).